# Porta San Pietro
La Porta San Pietro est une porte de ville faisant partie de l'enceinte des murs de Lucques qui fait face au sud. 

## Historique
Elle a été construite entre 1565 et 1566 et fait partie des remparts Renaissance.
La Porta San Pietro s'ouvre avec trois portes surmontées au centre d'un bouclier avec les armoiries de San Pietro et les mots libertas et sur les côtés par deux lions insérés dans des niches dans les anciennes ouvertures à travers lesquelles les chaînes actionnaient l'ancienne pont-levis. Les ouvertures latérales ont été créées plus tard. La porte possède un élégant tympan classique qui ajoute de l'élégance à la structure.
Jusqu'alors, les portes latérales sont utilisées pour le passage des piétons, tandis que l'ouverture centrale constitue la voie pour la circulation automobile.
Actuellement, les pièces accessibles depuis l'étage inférieur de la porte sont utilisées comme siège et entrepôt de l'une des associations de reconstitution historique de Lucques.

## Galerie

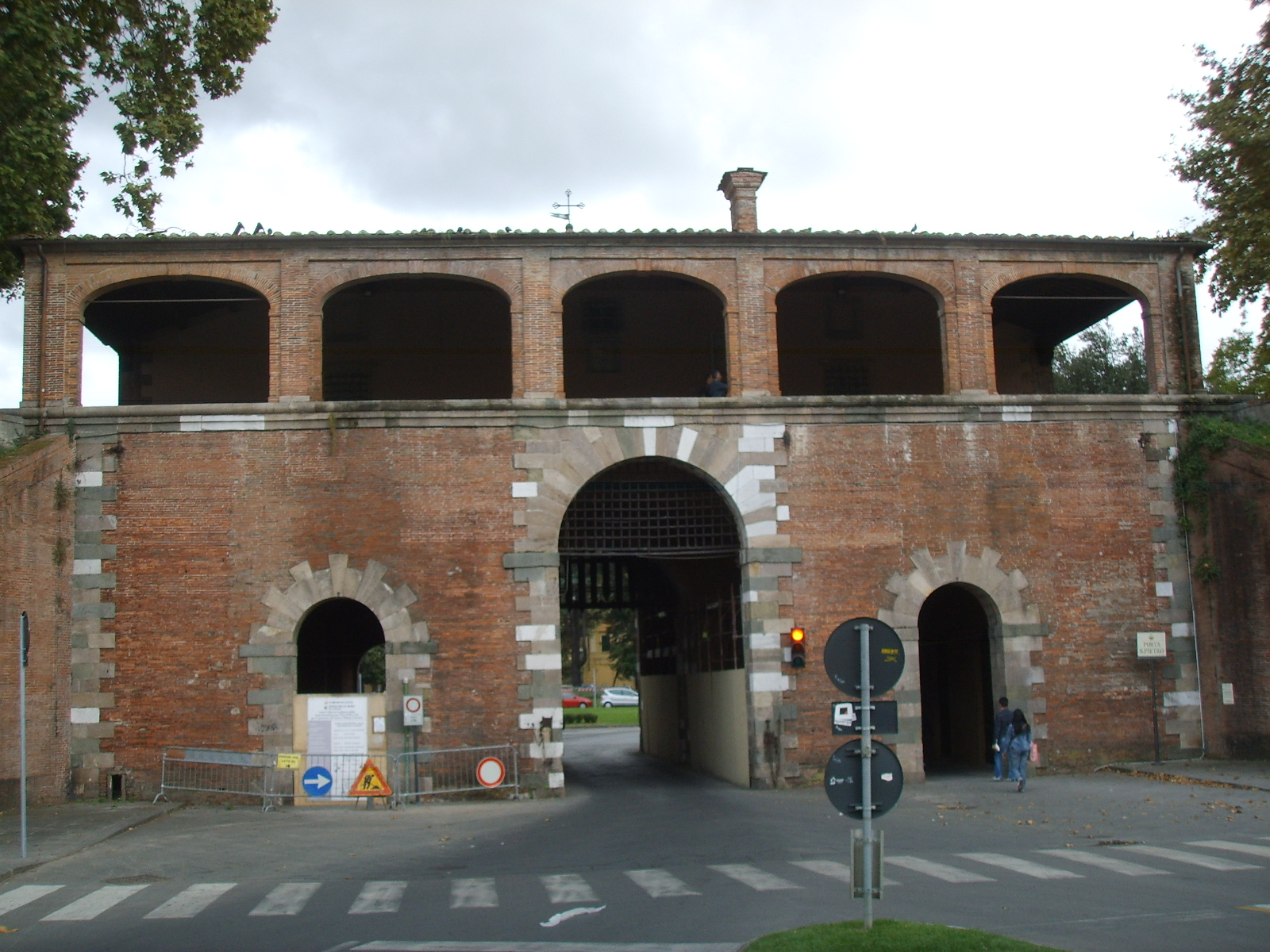
Vue de l'intérieur.
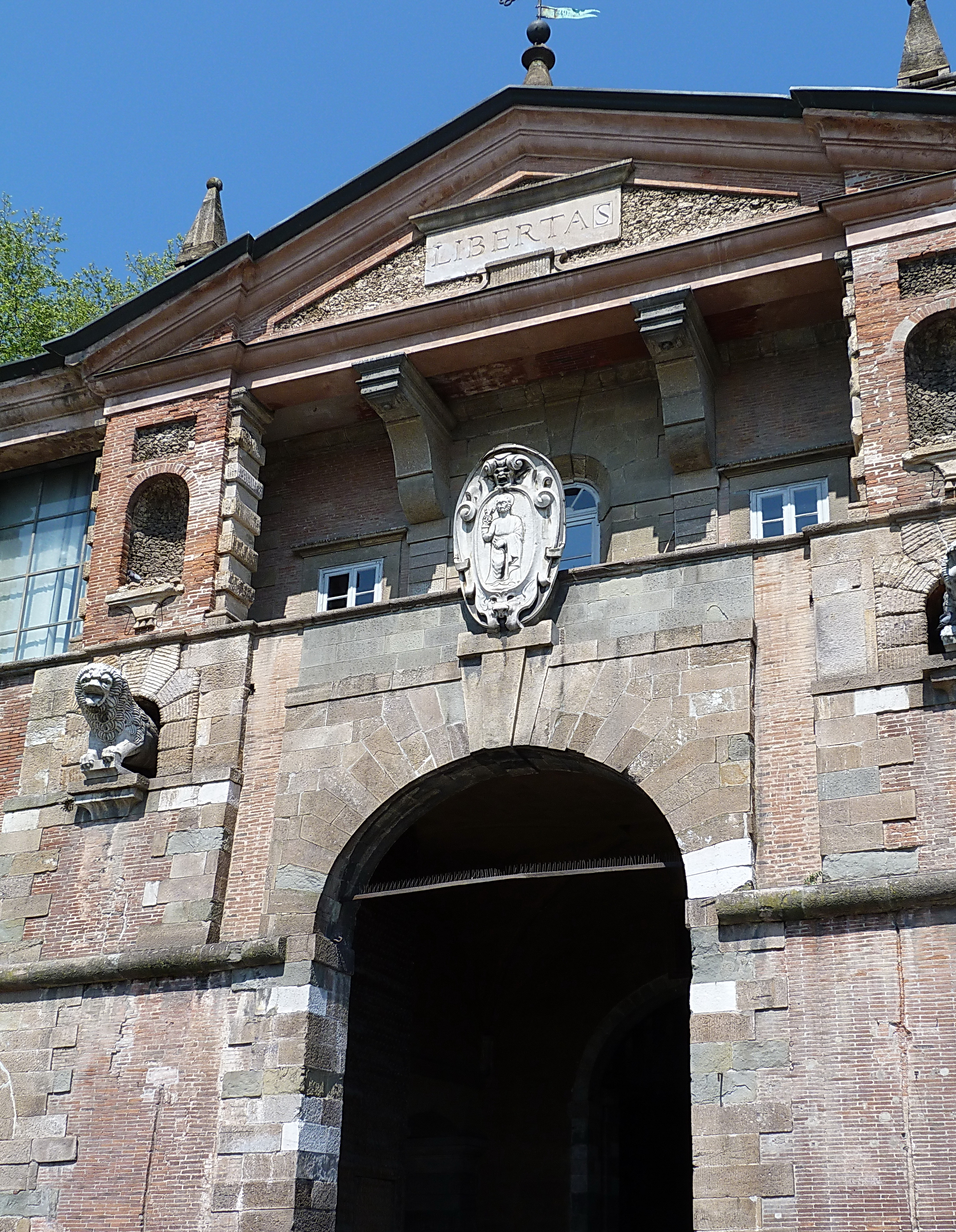
Armoiries de San Pietro.